# El jesuita
El jesuita (en français Le jésuite, l’Ange des guerres sur terre) est une biographie en espagnol du jésuite argentin et cardinal Jorge Bergoglio devenu Pape en 2013 écrite par le journaliste argentin Sergio Rubín. Cette biographie sous mode conversationnel parut à Buenos Aires en 2010. À la date de son élection à la tête de l'Église catholique, il s’agissait de la seule biographie existante du futur pape François. Le livre a été réédité en espagnol en 2013 sous un autre titre El Papa Francisco. Conversacione con Jorge Bergoglio et il est premier dans les classements de ventes de livres en certains pays d'Amérique latine, comme le Chili .

## Histoire de la publication
Sergio Rubín a l'idée d'écrire cet ouvrage en discutant avec Francesca Ambrogetti après le conclave de 2005 qui se conclut avec l'élection de Benoît XVI. À l'époque la presse révèle sur la base de notes anonymes prises par un des cardinaux présents que Jorge Bergoglio a obtenu 40 voix au troisième tour de l'élection qui verra le Cardinal Ratzinger l'emporter.
Bergoglio rejette d'abord ce projet de biographie, mais finit par céder aux demandes répétées des auteurs. Rubin et Ambrogetti le rencontrent tous les mois pendant un an et demi. Il n'y a que dans le cadre de ces rencontres que Bergoglio ait parlé de sa vie et de son rôle durant la Guerre sale. 

## Traduction française
Le livre a été traduit en français et édité sous le titre Je crois en l'homme: Conversations avec Jorge Bergoglio, Flammarion Paris, 2013.